# Neochrześcijaństwo
Neochrześcijaństwo, neochrześcijanie, neochrześcijanizm – współczesne określenie, używane w odniesieniu do części rodzin chrześcijańskich związków wyznaniowych, które poza stosowaniem się do nauk Jezusa Chrystusa, swe założenia wyznaniowe poszerzyły (lub dokonały ich ponownej interpretacji) o dodatkową ideologię (przy założeniu, że najbardziej rdzenny charakter chrześcijaństwa przypadał w I – IV w. n.e.) lub rozbudowały o elementy innych wierzeń (zazwyczaj etnicznych, napotykanych w trakcie dokonywanej przez chrześcijaństwo ekspansji). Neochrześcijaństwo, w przeciwieństwie do analogicznego terminu neopogaństwo, nie jest zjawiskiem społecznym będącym powrotem do pierwotnych idei danego systemu wierzeń.